# Chris Sandiford
Chris Sandiford (Kingston, 5 agosto 1987) è un attore canadese.

## Carriera
È noto per aver interpretato Tom nella serie TV comedy God's Favorite Idiot.
Dal 2023 è inoltre protagonista in Shelved.

## Filmografia

### Televisione
- Skal - serie TV, 4 episodi (2017)
- Jack Ryan - serie TV, episodio 1x08 (2018)
- Cavendish - serie TV, 7 episodi (2019)
- Hudson & Rex - serie TV, episodi 1x03, 1x13 (2019)
- Ritorno ad Angel Falls (Angel Falls: A Novel Holiday), regia di Jonathan Wright (2019) - film TV
- What We Do in the Shadows - serie TV, 9 episodi (2020-2024)
- The Bold Type - serie TV, episodio 4x11 (2020)
- La galleria dei cuori infranti (The Broken Hearts Gallery), regia di Natalie Krinsky (2020) - film TV
- Inn For Christmas, regia di Jesse D. Ikeman (2020) - film TV
- La squadra di Natale , regia di John Bradshaw (2020) - film TV
- I misteri di Murdoch (Murdoch Mysteries) - serie TV, episodio 14x04 (2021)
- God's Favorite Idiot  - serie TV, 8 episodi (2022)
- Transplant - serie TV, episodio 3x04 (2022)
- Shelved - serie TV, 8 episodi (2023)
- Reacher - serie TV, episodio 3x01 (2025)

### Doppiaggio
- The Dark Pictures: Man of Medan - videogioco, voce di Brad (2019)

## Doppiatori italiani
Nelle versioni in italiano delle opere in cui ha recitato, Chris Sandiford è stato doppiato da:
- Simone Crisari in God's Favorite Idiot, Transplant
- David Chevalier in Moonfall
- Alessio Puccio in Hudson & Rex (ep. 1x03)
- Gabriele Patriarca in Hudson & Rex (ep. 1x13)
- Andrea Lopez in What We Do in the Shadows

Da doppiatore è stato sostituito da:
- Andrea Oldani in The Dark Pictures: Man of Medan